# Per Petterson
Per Petterson (n. 18 iulie 1952, Oslo, Norvegia) este un romancier norvegian. Petterson este de meserie bibliotecar. A lucrat la librăria Tronsmo din Oslo, dar ș într-o fabrică. El a lucrat și ca traducător și critic literar înainte de a deveni scriitor cu normă întreagă. Printre influențele sale îi citează pe Knut Hamsun și Raymond Carver.
Cartea sa de debut a fost Aske i munnen, sand i skoa (1987), o colecție de povestiri scurte. De atunci a publicat o serie de romane cu recenzii bune. To Siberia (1996), cu acțiunea plasată în timpul celui de-Al Doilea Război Mondial. Aceasta a fost publicată în limba engleză în 1998 și nominalizată la Premiul pentru Literatură al Consiliului Nordic. I kjølvannet este povestea unui tânăr despre pierderea familiei sale în dezastrul feribotului „Scandinavian Star” din 1990 (Petterson însuși și-a pierdut mama, tatăl, fratele mai mic și o nepoată în acest dezastru). Romanul a câștigat Premiul Brage pe anul 2000. Romanul său din 2008, Jeg forbanner tidens elv (Blestem râul timpului), a câștigat Premiul pentru Literatură al Consiliului Nordic în 2009, traducerea în engleză fiind publicată în 2010.
Romanul său revelator a fost Ut og stjælLe hester (2003), care a primit două premii literare de top în Norvegia. Premiul Criticii Norvegiane pentru Literatură și Premiul Librarilor pentru Cea Mai Bună Carte a Anului. Traducerea în limba engleză din 2005, Out Stealing Horses”', a primit Premiul Independent Foreign Fiction Prize 2006 și Premiul Internațional Literar de la Dublin 2007. Acesta este cel mai mare premiu literar în bani din lume, în valoare de 100.000 EUR. Out Stealing Horses a fost numită una dintre cele mai bune 10 cărți ale anului în numărul din 9 decembrie 2007 al revistei The New York Times Book Review. Cartea a apărut și în limba română la editura Univers in 2007 sub denumirea La furat de cai.
Operele lui au fost publicate și traduse în peste 50 de limbi.

## Scrieri
- 1987 – Ashes in My Mouth, Sand in My Shoes (Aske i munnen, sand i skoa) - traducere în engleză de Don Bartlett, 2013
- 1989 – Echoland (Ekkoland) tradus în engleză de Don Bartlett, 2016
- 1992 – It's Fine By Me (Det er greit for meg) – tradus în engleză de Don Bartlett, 2011
- 1996 – To Sibir (Til Sibir) – tradus în engleză de Anne Born
- 2000 – In the Wake (I kjølvannet)
- 2003 – Out Stealing Horses (Ut og stjæle hester)
- 2004 – Månen peste Porten
- 2008 – I Curse the River of Time (Jeg forbanner tidens elv)
- 2012 – I refuse. (Publicat pentru prima dată cu titlul Jeg nekter în 2012 de Forlaget Oktober, Oslo. Publicat pentru prima dată în engleză în 2014 de Harvill Secker, Random House, Londra; traducere de Don Bartlett.)
- 2015 – Ashes in My Mouth, Sand in My Shoes, traducere de Don Bartlett (prima colecție de povestiri reeditată pe 7 aprilie 2015, de Graywolf Press.)
- 2015 – I Refuse, traducere de Don Bartlett (7 aprilie 2015 Graywolf Press, prima tipărire în Statele Unite.)
- 2018 – Men in My Situation, traducere de Ingvild Burkey. (Publicat pentru prima dată în limba engleză de Harvill Secker/Penguin Random House UK în 2021; Publicat pentru prima dată cu titlul Menn i min situasjon in Norway de Forlaget Oktober AS în 2018.)
- 2021 – Mitt Abruzzo. Jurnal 21.1 – 18.7.2021. (Publicat în norvegiană de Forlaget Oktober în 2021; biografie; 424 pagini.)
- 2007 – La furat de Cai (Out stealing Horses). Univers, colectia Cotidianul. Traducere de Raluca Iani.
- 2014 – Blestem curgerea timpului. Univers. Traducere de Karmen Balko.
- 2022 – Bărbați în situația mea. Univers. Traducere de Aurora Kanbar.
- 2023 – E ok, nu-mi pasă. Univers. Traducere de Carmen Langseth.

## Premii
- Premiul pentru Literatură al Consiliului Nordic, 2009
- Premiul Brage, 2008
- Premiul criticilor norvegieni pentru literatură, 2008
- Premiul Literar Internațional de la Dublin, 2007
- Una dintre cele mai bune 5 cărți de ficțiune din 2007, The New York Times
- Una dintre cele mai bune 10 cărți de ficțiune din 2007, revista Time
- O carte de neuitat de la biblioteca din New York, 2007
- Premiul Mille Pages, 2007
- Le Prix Litteraire Europeen Madeleine Zepter Arhivat în 28 decembrie 2016, la Wayback Machine., 2007
- Premiul Independent pentru Ficțiune Străină, 2006
- Premiul criticilor norvegieni pentru literatură, 2003
- Premiul Librarilor Norvegieni, 2003
- Premiul Brage, 2000